# Technologiestützpunkt Tarnen und Täuschen
Der Technologiestützpunkt Tarnen und Täuschen (TStpT/T) ist eine militärische Dienststelle der Bundeswehr mit Standort in Storkow und das Kompetenzzentrum der Bundeswehr für Tarnen und Täuschen.

## Auftrag
Der Technologiestützpunkt entwickelt multispektral wirkende Tarn- und Täuschmittel wie Attrappen und Täuschreflektoren unter anderem gegen optische, Infrarot- und Radaraufklärung, untersucht diese in Versuchsübungen, produziert Ausbildungshilfsmittel und Versuchsträger, erarbeitet Lösungsvorschläge zur Minimierung der Entdeckbarkeit und Gefährdung durch gegnerische Aufklärung und Waffenwirkung, berät die Teilstreitkräfte der Bundeswehr und ausländische Streitkräfte zum Einsatz und Umgang mit Tarn- und Täuschmitteln und führt Lehrgänge und Ausbildungen für Multiplikatoren durch.
Unterstützt wird der Auftrag durch die Zusammenarbeit mit dem Bundesamt für Ausrüstung, Informationstechnik und Nutzung der Bundeswehr und dessen nachgeordneten wehrwissenschaftlichen und Wehrtechnischen Dienststellen sowie mit Instituten der Forschungsgesellschaft für Angewandte Naturwissenschaften.
Die Attrappen des Technologiestützpunktes werden unter anderem für Übungen der Luftwaffe benutzt.

## Organisation
Der Technologiestützpunkt ist der Heeresaufklärungsschule in Munster unterstellt.

## Geschichte
Ab 1934 arbeiteten Soldaten in Brandenburg an Möglichkeiten zur Tarnung und Täuschung. Der heutige Technologiestützpunkt ging aus Teilen der Pionierlehr-/Auswertestelle 2 (PILAS 2) der Nationalen Volksarmee (NVA) der Deutschen Demokratischen Republik hervor. Nach der Übernahme der NVA durch die Bundeswehr wurde sie als eigenständige Dienststelle weitergeführt.
In seiner heutigen Form wurde sie zum 1. Oktober 2007 aufgestellt.

## Leitung
2010 wurde er von Steffen Köhler geleitet. Am 12. April 2019 wurde die Leitung von Laurence Dietze an Fabian Winkel übergeben. Ende 2021 ging Harald Kaiser, Leiter der Konstruktion und stellvertretender Dienststellenleiter, der dem Technologiestützpunkt und seinen Vorgänger seit 1980 angehört hatte, in den Ruhestand.